# 10639 Gleason
10639 Gleason este un asteroid din centura principală de asteroizi.

## Descriere
10639 Gleason este un asteroid din centura principală de asteroizi. A fost descoperit pe 14 noiembrie 1998 la Kitt Peak National Observatory în cadrul proiectului Spacewatch. El prezintă o orbită caracterizată de o semiaxă mare de 2,20 ua, o excentricitate de 0,16 și o înclinație de 2,8° în raport cu ecliptica.